# Ca l'Espinal
Ca l'Espinal és una casa del municipi de Santa Coloma de Cervelló (Baix Llobregat) inclosa en l'Inventari del Patrimoni Arquitectònic de Catalunya.

## Descripció
Es tracta d'un habitatge important, destacat per si mateix sobre els altres, a la cantonada dels carrers Monturiol i Malvehí. Encara que, respecte al patró de planta baixa i un pis, sobresurt d'entre les altres cases per estar al capdamunt d'un carrer amb forta pujada, tret que es repeteix en altres elements singulars de la colònia (Cripta, Escola, etc.). Tot i estar signat per Berenguer i Mestre, la influència de Gaudí és palesa, amb influència del gòtic (un dels estils pel qual Gaudí sentia predilecció) visible en el balconet torratxa del xamfrà, en les finestres (simples i geminades) del primer pis i en la gran finestra decorada de la planta baixa. Si bé tot aquest historicisme s'ha resolt mitjançant el maó i les línies rectes. La façana, de conglomerat de pedra està dividida en franges horitzontals de maó i coronada amb una espectacular sanefa que repeteix el motiu ornamental de la torre i personalitza la barana del terrat.

## Història
Fou construïda al mateix temps que la resta de la Colònia Güell. Hi ha una dada fiable de la data de la seva culminació en els forjats de l'entrada (1900).
Tot i que l'Inventari del Patrimoni Arquitectònic de Catalunya l'anomena la Casa del Metge i suposa que aquesta era, si més no en principi, la residència del metge de la colònia, la majoria de fonts anomenen Casa del Metge l'edifici del costat i no aquest.

## Galeria

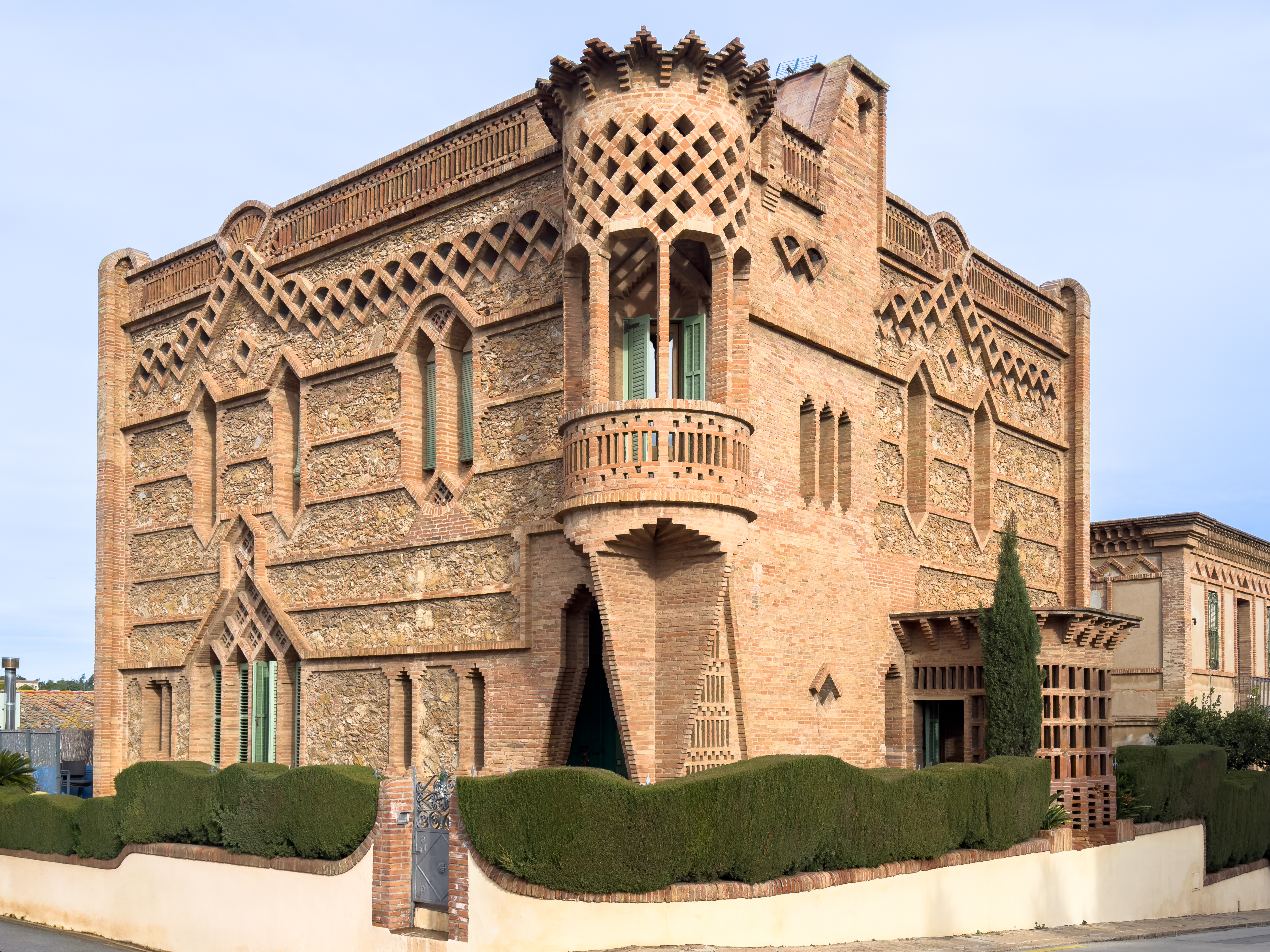
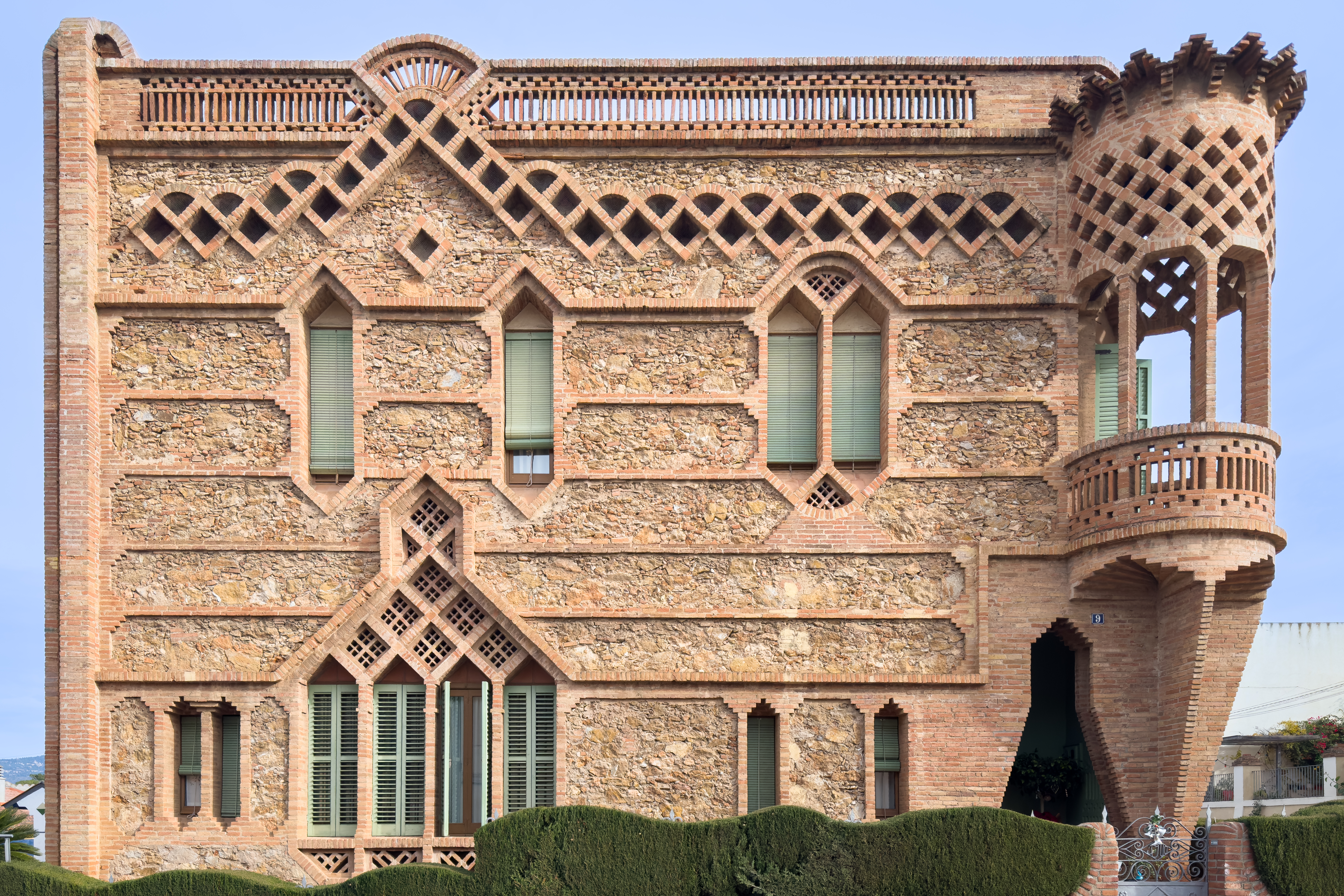
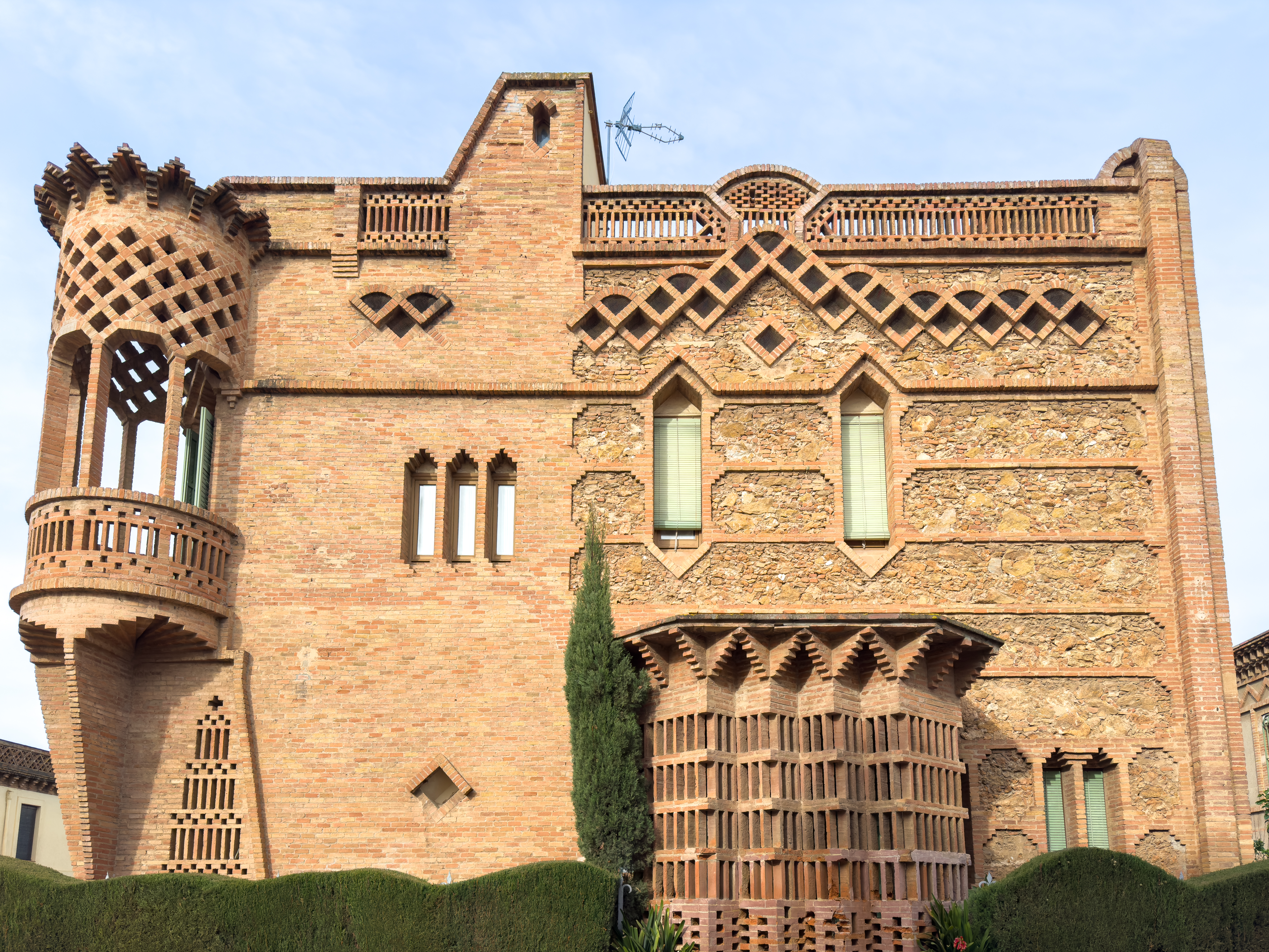
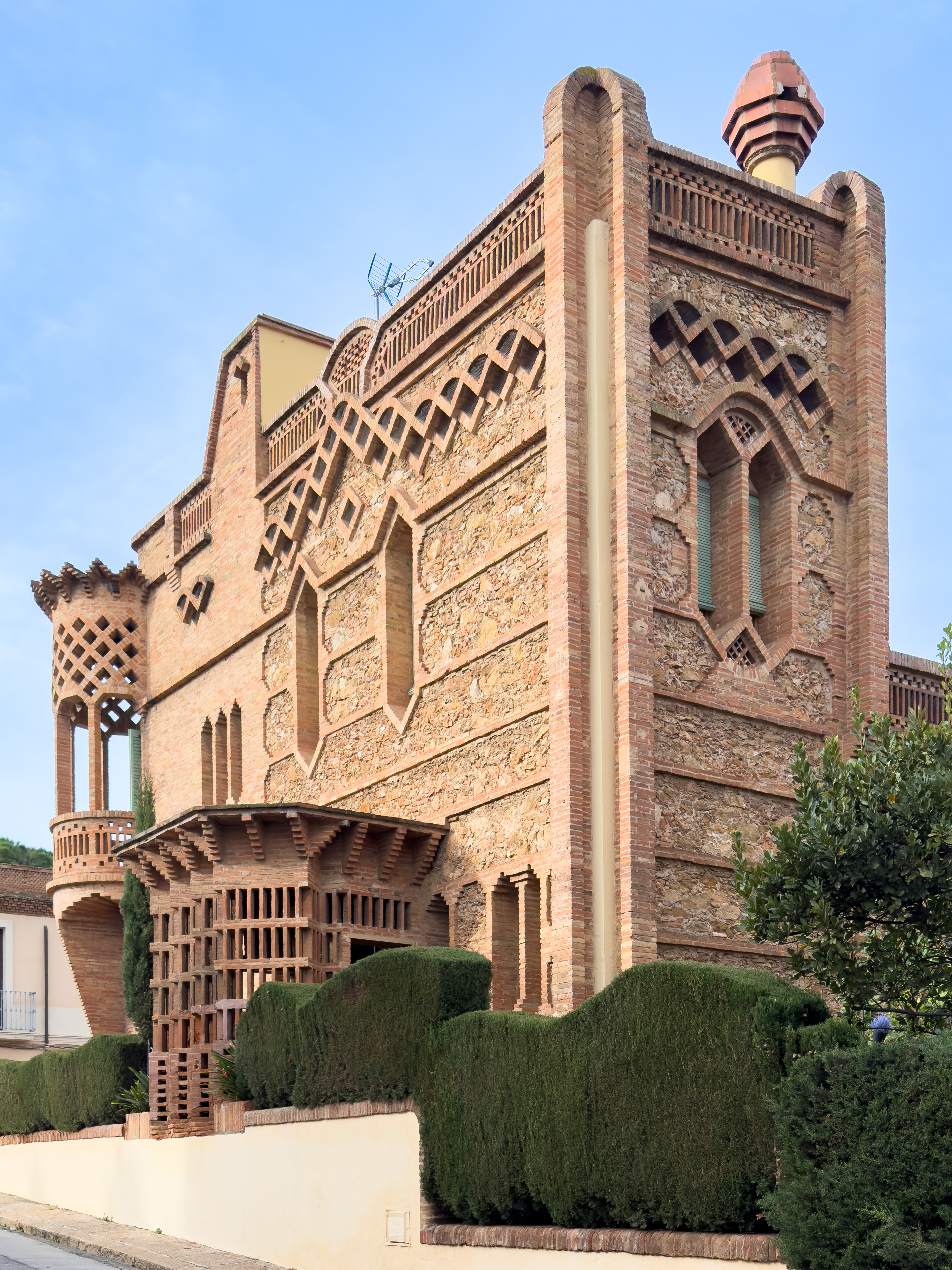
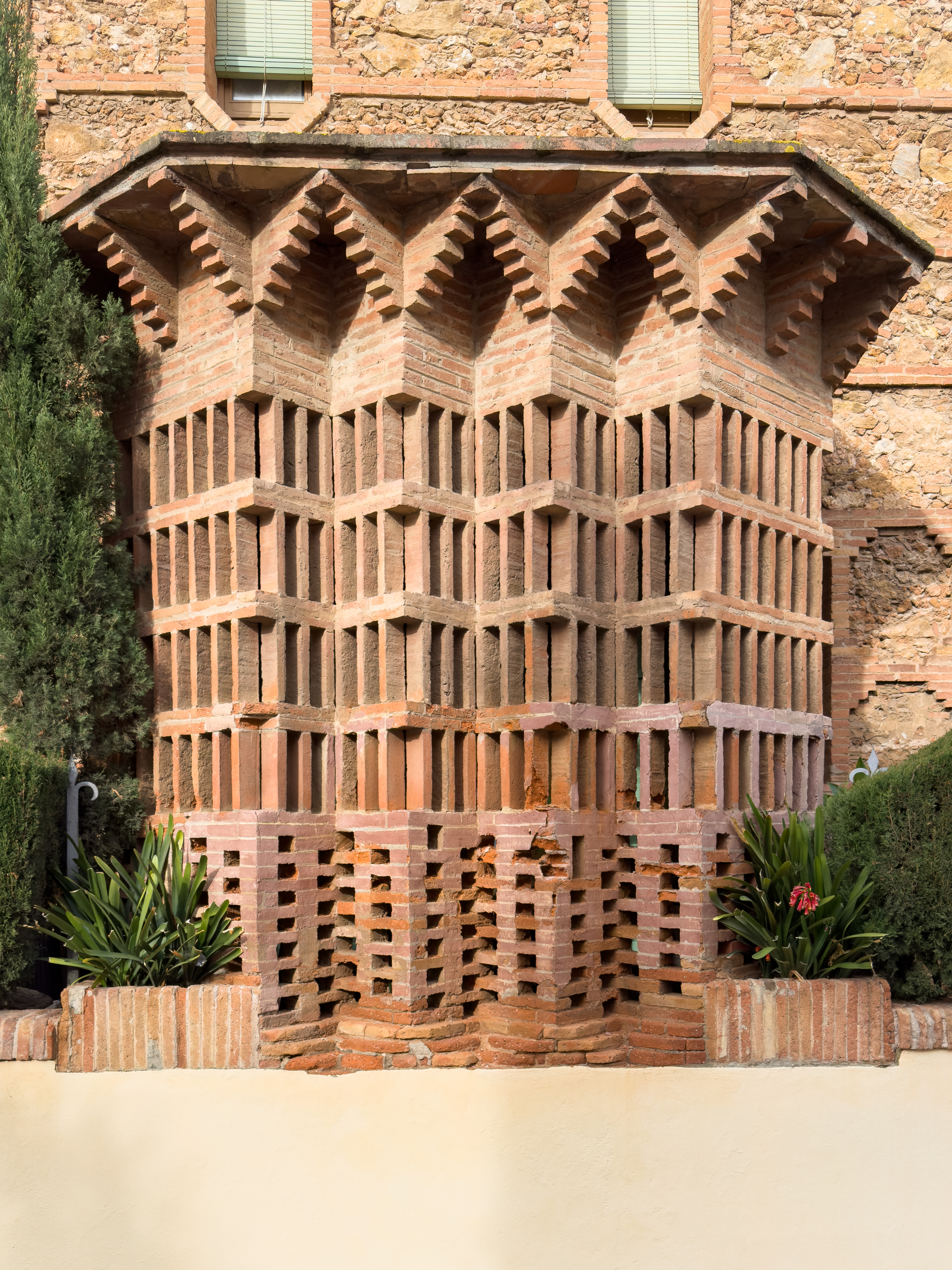